# Palazzo di Giustizia (Cassino)
Il Palazzo di Giustizia di Cassino è situato in piazza Labriola.

## Storia
Con l'avvento del Regno d'Italia nel 17 marzo 1861, l'ordinamento giudiziario viene strutturato su 1904 uffici giudiziari, di cui 142 sono Tribunali circondariali: tra essi era compreso anche quello di Cassino, o di San Germano, come si chiamava la città fino al 1863. L'istituzione del Tribunale avviene con regio decreto n. 329 emanato il 20 novembre 1861 e diventa il secondo organo giudiziario della provincia, affiancando quello di Santa Maria Capua Vetere, in funzione dal 1808. La circoscrizione a esso assegnata è composta da diciotto mandamenti, nove nel circondario di Sora e nove del circondario di Gaeta, per un totale di 73 comuni e una popolazione di circa 275.000 abitanti.
Il palazzo è stato ufficialmente inaugurato il 1º marzo 1949.

## Dislocamento uffici
- Piazza Labriola 10 (sede principale)[3]
- Via Tasso[1]
- ex complesso scolastico Diamare, Via San Marco (Ufficio Nep e Giudice di Pace)[3]